# Klaus Schmotz

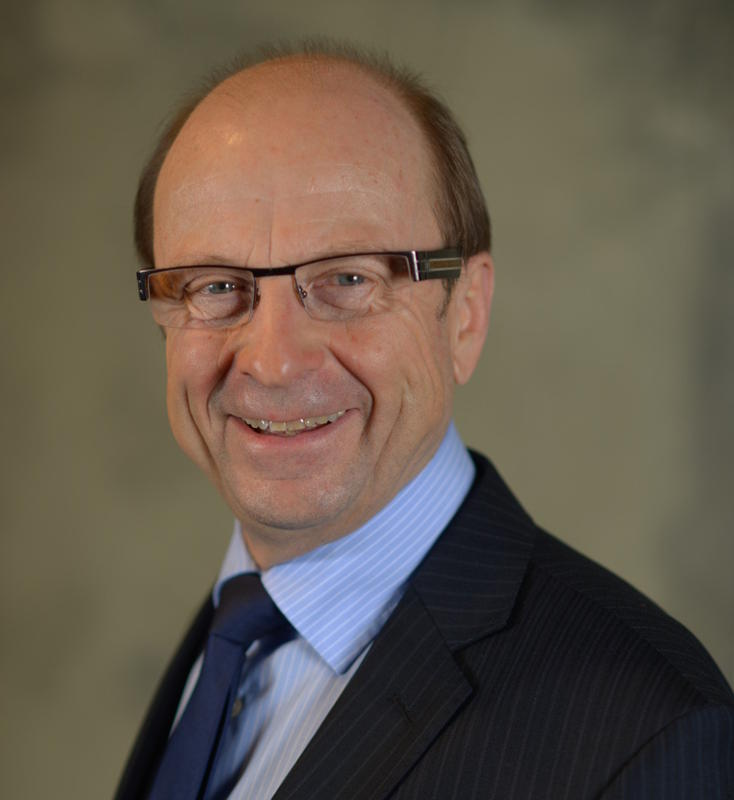
Klaus Schmotz

Klaus Schmotz (* 4. April 1952 in Zechau) ist ein deutscher Kommunalpolitiker (CDU). Von 2001 bis 2022 war er Oberbürgermeister der Hansestadt Stendal.

## Leben
Von 1970 bis 1974 studierte Schmotz an der Humboldt-Universität zu Berlin und schloss das Studium als Diplomwirtschaftler ab. Von 1974 bis 1990 diente er bei den Grenztruppen der DDR, zuletzt als Stabsoffizier für Finanzökonomie im Range eines Oberstleutnants im Grenzkommando Nord in Stendal. Von 1990 bis 1999 arbeitete Schmotz als Kämmerer beim Landkreis Stendal und 1990 bis 1994 zugleich als Leiter des Amtes für offene Vermögensfragen. Danach wechselte er als Finanzdezernent und Kämmerer in die Stadtverwaltung von Stendal.
2001 kandidierte Schmotz für das Amt des Oberbürgermeisters von Stendal und wurde mit 74,9 % der Stimmen gewählt. Bei den Wahlen 2008 und 2015 wurde er im Amt bestätigt. Bei der Oberbürgermeisterwahl 2022 trat er nicht erneut an. Sein Nachfolger wurde Bastian Sieler (parteilos).
Schmotz ist u. a. Aufsichtsratsvorsitzender der größten städtischen Gesellschaften (Stendaler Wohnungsbaugesellschaft, Stadtwerke Stendal), Kuratoriumsmitglied der Winckelmann-Gesellschaft und Kuratoriumsvorsitzender der Jüttingstiftung Stendal. 2023 erhielt Schmotz die Winckelmann-Medaille der Stadt Stendal.